# Matisyahu
Matthew Paul Miller, pseudonim Matisyahu (ur. 30 czerwca 1979 w West Chester) – muzyk reggae, wokalista, raper, a także beatbokser.

## Życiorys
Matisyahu urodził się w rodzinie Żydów rekonstrukcjonistycznych w West Chester. Dużo podróżowali, by w końcu osiąść w White Plains w Nowym Jorku. Przez pierwsze lata młodości był buntownikiem. Uciekał ze szkoły, był hipisem, należał do grupy Dead-Head i zapuścił dready. Wyjechał do Izraela, tam zaczął się modlić i odkrywać swe żydowskie korzenie. Po powrocie do domu nie mógł znaleźć dla siebie miejsca i znowu opuścił go na kilka miesięcy. Dał się namówić rodzicom do pójścia do szkoły na pustkowiu w Oregonie. Tam zaczął wyrażać swe emocje poprzez muzykę. Studiował reggae i hip-hop, łącząc te dwa style. Po dwóch latach, odmieniony, przeprowadził się z powrotem do Nowego Jorku, aby pójść do The New School, zainteresował się też teatrem (napisał sztukę Echad).
W 2004 poślubił Tahlię, z którą ma syna Leviego Yitzchaka.

## Wyznanie religijne
Po powrocie do Nowego Jorku w wieku 19 lat, spotkał w parku rabina z ruchu chasydzkiego Chabad-Lubawicz, pod wpływem którego zmienił imię i tożsamość. Poprzednio sceptyczny wobec zasad i autorytetów, przyjął chasydzki styl życia. Rozpoczął studiowanie judaizmu i przestrzeganie żydowskiego prawa. Od 2007 roku zaczął modlić się wspólnie z chasydami bracławskimi, choć nadal z powodu żony mieszka wśród przedstawicieli Chabad-Lubawicz.
Imię jest pochodzenia hebrajskiego, w języku polskim jego formą jest Mateusz, a oznacza dar od Boga.

## Dyskografia
- Shake Off the Dust... Arise (1 listopada 2004)
- Live at Stubb's (19 kwietnia 2005)
- Youth (7 marca 2006)
- Youth Dub (7 marca 2006)
- No Place To Be (26 grudnia 2006)
- Shattered (2008)
- Light (2009)
- Live at Stubb's Vol. II (2011)
- Spark Seeker (2012)
- Acoustic Spark Seeker Sessions (2013)
- Akeda (2014)